# Stadtbibliothek Weil am Rhein
Die Stadtbibliothek Weil am Rhein ist eine öffentliche Bibliothek in der baden-württembergischen Stadt Weil am Rhein. Sie verfügt über rund 80.000 Medien und befindet sich nordöstlich des Bahnhofs im zentralen Stadtteil Leopoldshöhe. Seit 1998 werden die Räume der Stadtbibliothek auch als Artothek genutzt, was sie zur ersten Südbadens machte. Seit 2013 ist die Stadtbibliothek Weil am Rhein Teil des Online-Ausleiheverbundes Onleihe Dreiländereck.

## Beschreibung

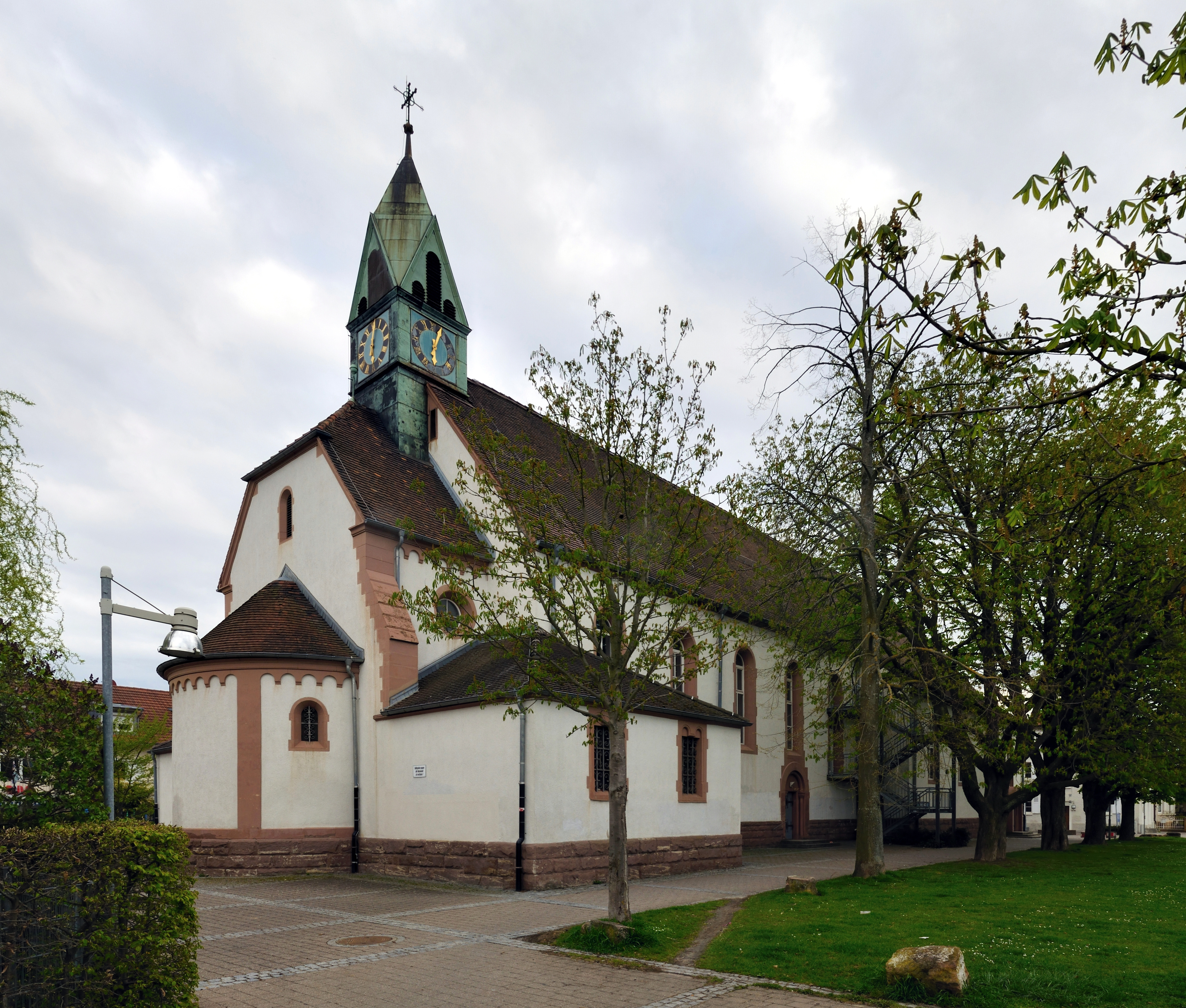
Stadtbibliothek Weil am Rhein in der ehemaligen Kirche St. Peter und Paul

Die Stadtbibliothek bietet einen Bestand von 53.000 Büchern, 7700 CDs, 4000 DVDs sowie Gesellschaftsspiele, Karten, Zeitungen und Zeitschriften, Nintendo-Spiele und weitere Medien. Neben einem Lesecafé und einer sogenannten Regiothek, die Schriften und Medien zur Region bereitstellt, bietet die Bücherei auch einen öffentlichen Internetzugang an einem Desktop-PC sowie über WLAN an.
Darüber hinaus werden die Räumlichkeiten seit 1998 auch als Artothek genutzt, in der sich die regionale Kunstszene präsentieren kann. Neben der Präsentation ist die Kunst auch teilweise käuflich und ausleihbar. Außerdem wird die Bibliothek als Veranstaltungsort für kulturelle Anlässe genutzt. Neben der Artothek der Bibliothek sah das Kulturkonzept der Stadt in den 1990er Jahren auch die Schaffung einer Musikschule, einer Kunstgalerie und vier städtischer Museen vor.
Die von der Stadt Weil am Rhein getragene Bibliothek wurde im November 1994 in der ehemaligen St.-Peter-und-Paul-Kirche wiedereröffnet. Das Kirchengebäude von 1928 wurde zu diesem Zweck eigens umgebaut und bietet, verteilt auf drei Stockwerke, eine Nutzfläche von über 1000 Quadratmetern.